# Peter Scholl-Latour

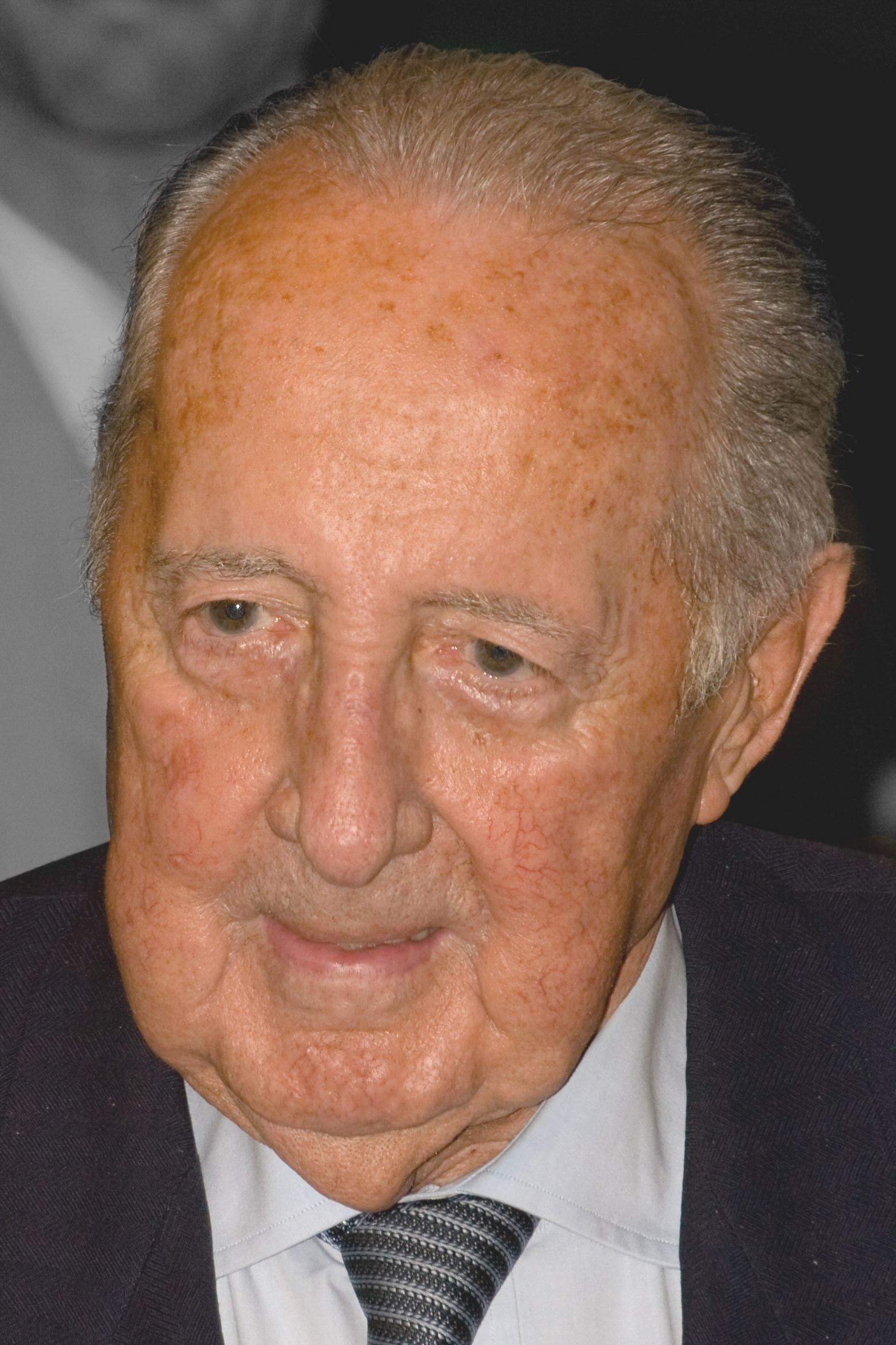
Peter Scholl-Latour

Peter Scholl-Latour, född 9 mars 1924 i Bochum i Nordrhein-Westfalen, död 16 augusti 2014 i Rhöndorf i Bad Honnef i Nordrhein-Westfalen, var en fransk-tysk professor, journalist och författare.

## Biografi
Scholl-Latour innehade både franskt och tyskt medborgarskap, och betecknade sig politiskt som gaullist.
1945-1946 verkade Scholl-Latour som fallskärmsjägare för franska Commando Parachutiste Ponchardier, med vilka han stred i Första Indokinakriget.
Efter masterexamen vid Institut d'études politiques de Paris och doktorsgrad vid Paris universitet, tog han en andra masterexamen i arabiska och islamstudier vid Université Saint-Joseph i Beirut, Libanon.
Sedan 1950 arbetade han som journalist och författare.
2008 besökte han Östtimor, det vid tillfället enda landet på kartan som han ännu inte besökt.
Han var enligt egen uppgift en av Tysklands mest sålda icke-fiktivt inriktade författare kring millennieskiftet.
2006 medverkade han i TV-dokumentären Russia Surrounded: Putin's Empire faces NATO, China and Islam. Han stöttade den konservativa tyska tidskriften Junge Freiheit, där han medverkade i flera intervjuer.